# Xinghaiornis lini
Xinghaiornis lininbsp;— викопний вид птахів, що існував у ранній крейді (125 млн років тому). Викопні рештки птаха знайдені у відкладеннях формації Їсянь у провінції Ляонін на північному сході Китаю.. Описаний по майже повному скелеті з черепом. Збереглися також відбитки пір'я. Голотип зберігається у Даляньському доісторичному музеї (місто Далянь).

## Етимологія
Родова назва складається з сполучення китайського та грецького слів, яке можна перекласти як «Птах морської зірки». Видова назва вшановує палеонтолога Лінь Чжигуна.

## Опис
Xinghaiornis — досить велика птиця з розмахом крил близько 70 см. Довжина плечової кістки становить 75 мм і має розширений верхній кінець. Морда витягнута, утворюючи тонкий беззубий дзьоб. Обидві ознаки розглядається як пристосування до пошуку дрібних безхребетних у мулі, найдавніший відомий приклад такого способу життя серед птахів. Дзьоб становить приблизно половину довжини черепа.